# 683-as busz
A 683-as jelzésű regionális autóbusz Bucka városrész érintésével közlekedik körjáratként, Szigetszentmiklóson. A vonal végállomása a Szebeni utcai fordulónál, a Városi Sportcsarnoknál található, de több menet a Városházánál végállomásozik. A viszonylatot a MÁV Személyszállítási Zrt. üzemelteti. A busz sajnos néha nem jár, mert sok jármű el van romolva, és kimaradnak járatok. 

## Története
2015. augusztus 1-jén Szigetszentmiklós, Bucka városrész autóbuszhálózata jelentősen átalakult, a 681-es, a 685-ös és a 686-os busz átalakításával új viszonylat jött létre 683-as jelzéssel, azonban csak a tanév beköszöntével, szeptember 1-jén közlekedett először.

## Megállóhelyei
Az átszállási kapcsolatok között a Városháza és Bucka között közlekedő 682-es busz nincs feltüntetve.
| 0  | 0  | ∫  | ∫  | Szigetszentmiklós, Szebeni utca induló végállomás |                                                                      |
| ∫  | ∫  | 0  | 0  | Szigetszentmiklós, Városháza induló végállomás    |                                                                      |
| ∫  | ∫  | 1  | 1  | Szigetszentmiklós, Városi Könyvtár                | 38, 238, 279, 279B 672, 673, 674, 684                                |
| 5  | 5  | 4  | 4  | Jókai utca                                        | 38, 238, 279, 279B, 280, 280B 684                                    |
| 6  | 6  | 5  | 5  | Váci Mihály utca (József Attila-telep H)          | 38, 238, 279, 279B, 280, 280B 684                                    |
| 7  | 7  | 6  | 6  | Őz utca (HÉV-állomás)                             | 684                                                                  |
| 8  | 8  | 7  | 7  | Nyárfa utca                                       |                                                                      |
| 9  | 9  | 8  | 8  | Kéktó utca                                        |                                                                      |
| 11 | 11 | 10 | 10 | Ádám Jenő sétány                                  |                                                                      |
| 13 | 13 | 12 | 12 | Iharos utca                                       |                                                                      |
| 15 | 15 | 14 | 14 | Csépi út                                          | 684                                                                  |
| 17 | 17 | 16 | 16 | Szigethalom, Újtelep                              | 660, 661, 663, 664, 665, 667, 668, 684                               |
| 19 | 19 | 18 | 18 | Repkény utca                                      |                                                                      |
| 21 | 21 | 20 | 20 | Gerle utca                                        |                                                                      |
| 22 | 22 | 21 | 21 | Gergely utca                                      |                                                                      |
| 24 | 24 | 22 | 23 | Vénusz utca                                       | 684                                                                  |
| 25 | 25 | 23 | 24 | Tebe sor                                          | 684                                                                  |
| 27 | 27 | 24 | 26 | Őz utca (HÉV-állomás) (József Attila-telep H)     | 684                                                                  |
| 29 | 29 | 25 | 28 | Váci Mihály utca (József Attila-telep H)          | 38, 238, 279, 279B, 280, 280B 684                                    |
| 31 | 31 | 26 | 30 | Jókai utca                                        | 38, 238, 279, 279B, 280, 280B 684                                    |
| 37 | 37 | 31 | 36 | Szigetszentmiklós, Szebeni utca érkező végállomás | 38, 238, 279, 279B, 280, 280B                                        |
| ∫  | 43 | ∫  | 42 | Szigetszentmiklós, Szent Erzsébet tér             | 684                                                                  |
| ∫  | 45 | ∫  | 44 | Szigetszentmiklós, Városháza érkező végállomás    | 38, 238, 279, 279B, 280, 280B 672, 673, 674, 675, 676, 684, 689, 691 |